# Matthias Kistmacher
Matthias Kistmacher (* 1963 in Guben) ist ein deutscher Maler und Grafiker.

## Leben
Matthias Kistmacher studierte von 1987 bis 1992 Malerei an der Hochschule für Bildende Künste bei Johannes Heisig und Werner Liebmann. Als Stipendiat der Friedrich-Ebert-Stiftung (1992) absolvierte er dort ein Meisterschülerstudium bei Claus Weidensdorfer und Horst Schuster bis 1994. Matthias Kistmacher lebt und arbeitet in Dresden und in Radebeul; er hat dort in der Radebeuler Schuhfabrik ein Atelier.

## Werk
Die frühen Gemälde der späten 1990er und frühen 2000er Jahre sind durch eine expressive, pastose und gestische Art der Malerei gekennzeichnet. Parallel dazu entstanden grafische Werke, vor allem Radierungen und Siebdrucke. Von etwa 2002 an trat Matthias Kistmacher mit einer zunehmend sachlichen und realistischen Malerei in Erscheinung. Nach der umfangreichen Werkgruppe der Tierbilder öffnete sich das Motivspektrum. Besonders abgelegene Orte und Räume, alltägliche Dinge und Vehikel aus dem Stadtbild inszenierte der Künstler zu malerischen Stillleben – Parkhäuser, nächtliche Straßen, ein verlassener Sportplatz, eine Werft. Während die Beschäftigung mit der Druckgrafik zunehmend in den Hintergrund trat, kultivierte Matthias Kistmacher seine realistische Malerei stetig weiter. Klare, durchaus strenge Kompositionen gehen einher mit einer glatten mageren Bildoberfläche. Mal- und Pinselspuren treten zugunsten der Darstellung von Licht und Farbe zurück. Matthias Kistmacher arbeitet häufig in thematisch gefassten Werkgruppen. Spiegelungen, Reflexionen transparenter und glänzender Oberflächen wie auch die Wirkung von Licht in (stadt-)räumlichen Situationen sind optisches Erlebnis und damit Anlass des gemalten Bildes. In einer Werkgruppe ist der Maler motivisch noch der dinghaften Welt verpflichtet, zeigt diese aber stark transformiert, manipuliert oder gar in Teilen extrahiert. Surreale Bildräume, Strukturdetails und Farbflächen formieren sich auf der Leinwand als Reminiszenz des Gegenständlichen.

## Einzelausstellungen
- 2014 „Selbstgespräche des Herrn Palomar“, Galerie Grafikladen, Dresden
- 2013 „Shanty reloaded“, Kunstverein Bautzen
- 2010 „Überhitzte Lauben“, Stadtgalerie Radebeul
- 2009 „Paradise lost“, Galerie Maurer, Frankfurt am Main (mit Frank Hofmann)
- 2008 „Über Nacht“, Galerie Sybille Nütt, Dresden (mit Frank Hofmann)
- 2007 „Queequegs Landgang“, Städtische Galerie Dresden
- 2004 „Helenes Vogel“, Galerie Sybille Nütt, Dresden
- 2003 „Der Müllberg“, Flugzeugwerke Dresden
- 2002 „Animals and others“, Leonhardi-Museum, Dresden
- 2001 „Das Käferrennen“, Kunstverein Bautzen
- 2000 „Auto vor Parklandschaft“, Freundeskreis für Bildende Kunst, Hannover

## Gruppenausstellungen
- 2013 „30 Jahre Stadtgalerie Radebeul“, Stadtgalerie Radebeul; „Winter 13“, Galerie Sybille Nütt, Dresden; „Ortsbestimmung. Zeitgenössische Kunst aus Sachsen“, Kulturhistorisches Museum Görlitz
- 2012 „Neuzugänge im Kunstfonds 2011“, Landesvertretung Sachsen beim Bund, Berlin; „Sommer 12“, Galerie Sybille Nütt, Dresden
- 2011 „Come together“ Galerie Maurer, Frankfurt am Main; „win/win. Die Ankäufe der Kulturstiftung des Freistaates Sachsen“, Halle 14, Leipzig; „Sommer 11“, Galerie Sybille Nütt, Dresden
- 2010 „Winter 10“, Galerie Sybille Nütt, Dresden; „Summertime 2“, Galerie Maurer, Frankfurt am Main
- 2009 „Summertime“, Galerie Maurer, Frankfurt am Main; „Sommer 09“, Galerie Sybille Nütt, Dresden
- 2008 „Sechzig Künstler“, Stadtgalerie Radebeul; „50 Jahre Grafikwerkstatt Dresden. Im Refugium ein Universum“, Städtische Galerie Dresden; „Güterverkehrung“, geh8, Dresden
- 2007 „Ich. Selbstbilder Dresdner Künstler des 20. und 21. Jahrhunderts“, Galerie Sybille Nütt, Dresden;
- 2006 „Dresdner Positionen“, Galerie Sybille Nütt, Dresden; „Heimat“, Stadtgalerie Radebeul
- 2005 Prag Biennale